# Svenska mästerskapen i friidrott 2005
Svenska mästerskapen i friidrott 2005 var uppdelat i
- SM terräng den 30 april till 1 maj på Böda Sands golfbana i Böda Sand, arrangörsklubb Högby IF,
- SM maraton den 4 juni i Stockholm, arrangörsklubbar Hässelby SK och Spårvägens FK,
- SM lag den 22 juni på Tingvalla IP i Karlstad, arrangörsklubb IF Göta,
- SM halvmaraton den 30 juli i Falsterbo,  arrangörsklubb IK Finish,
- SM mångkamp den 30 och 31 juli på Källbrinks IP i Huddinge kommun, arrangörsklubb Huddinge AIS,
- Stora SM den 19  till 21 augusti på Hedens IP i Helsingborg, arrangörsklubb IFK Helsingborg
- SM stafett den 3 till 4 september på Sollentunavallen i Sollentuna, arrangörsklubbar Stockholms FIF och Turebergs FK.

Tävlingen var det 110:e svenska mästerskapet.

## Medaljörer, resultat

### Herrar
| Gren                     | Guld                | Guld                                                               | Guld     | Silver               | Silver                                                                      | Silver   | Brons                        | Brons                                                                 | Brons    |
| 100 meter                | Per Strandquist     | Malmö AI                                                           | 10,67    | Erik Wahn            | Sundsvalls FI                                                               | 10,67    | Edmund Yeboah Daniel Persson | Hässelby SK Malmö AI                                                  | 10,68    |
| 200 meter                | Christofer Sandin   | Mölndals AIK                                                       | 21,22    | Jimisola Laursen     | Malmö AI                                                                    | 21,24    | Per Strandquist              | Malmö AI                                                              | 21,36    |
| 400 meter                | Johan Wissman       | IFK Helsingborg                                                    | 46,46    | Jimisola Laursen     | Malmö AI                                                                    | 46,49    | Thomas Nikitin               | Spårvägens FK                                                         | 46,98    |
| 800 meter                | Mattias Claesson    | Hässelby SK                                                        | 1:49,20  | Fredrik Karlsson     | Hammarby IF                                                                 | 1:49,60  | Jonas Dufwenberg             | Turebergs FK                                                          | 1:49,66  |
| 1 500 meter              | Rizak Dirshe        | Malmö AI                                                           | 3:50,86  | Mounir El Guerouaoui | Hässelby SK                                                                 | 3:51,14  | Erik Emilsson                | Malmö AI                                                              | 3:51,27  |
| 5 000 meter              | Mustafa Mohamed     | Hälle IF                                                           | 14:05,34 | Per Jacobsen         | IF Göta                                                                     | 14:16,53 | Oskar Käck                   | IF Hagen                                                              | 14:20,70 |
| 10 000 meter             | Oskar Käck          | IF Hagen                                                           | 29:41,87 | Said Regragui        | Hässelby SK                                                                 | 29:44,22 | Joakim Johansson             | Hälle IF                                                              | 29:50,25 |
| Halvmaraton              | Alfred Shemweta     | Hässelby SK                                                        | 1:04:29  | Said Regragui        | Hässelby SK                                                                 | 1:07:22  | Lars Johansson               | Brittatorps TK                                                        | 1:07:48  |
| Maraton                  | Said Regragui       | Hässelby SK                                                        | 2:18:38  | Kent Claesson        | Spårvägens FK                                                               | 2:19:16  | Runar Hölom                  | Alingsås IF                                                           | 2:23:31  |
| 4 km terräng             | Mustafa Mohamed     | Hälle IF                                                           | 11:51    | Henrik Skoog         | Spårvägens FK                                                               | 11:51    | Gustav Svebrant              | Rånäs 4H                                                              | 11:52    |
| 12 km terräng            | Mustafa Mohamed     | Hälle IF                                                           | 37:15    | Oskar Käck           | IF Hagen                                                                    | 38:13    | Joakim Johansson             | Hälle IF                                                              | 38:16    |
| 4 km terräng lagtävling  | Spårvägens FK       | Henrik Skoog, Fredrik Uhrbom, Kent Claesson                        | 36:19    | Hässelby SK          | Simon Gutierrez, Rachid Benjira, Mounir El Guerouaoui                       | 36:58    | IF Göta                      | Per Jacobsen, Henrik Nyström, Johan Arnqvist                          | 37:25    |
| 12 km terräng lagtävling | Hälle IF            | Mustafa Mohamed, Joakim Johansson, Erik Öhlund                     | 1:54:45  | Spårvägens FK        | Fredrik Uhrbom, Kent Claesson, Peter Öhman                                  | 1:57:03  | Hässelby SK                  | Simon Gutierrez, Rachid Benjira, Alfred Shemweta                      | 1:57:21  |
| 110 meter häck           | Robert Kronberg     | IF Kville                                                          | 13,48    | Philip Nossmy        | Malmö AI                                                                    | 13,81    | Joakim Blaschke              | KA 2 IF                                                               | 14,33    |
| 400 meter häck           | Mikael Jakobsson    | IF Göta                                                            | 50,02    | Alexander Ljunggren  | IFK Helsingborg                                                             | 52,40    | Magnus Norberg               | Huddinge AIS                                                          | 53,14    |
| 3 000 meter hinder       | Per Jacobsen        | IF Göta                                                            | 8:52,11  | Henrik Skoog         | Spårvägens FK                                                               | 8:55,10  | Rachid Benjira               | Hässelby SK                                                           | 9:06,04  |
| 4 x 100 meter            | Malmö AI            | Daniel Persson, Per Strandquist, Pontus Nilsson, Jimisola Laursen  | 41,16    | Spårvägens FK        | Aristide Bamane, Mattias Sunneborn, Johan Ndure, Thomas Nikitin             | 41,62    | IFK Växjö                    | John Lundvik, Erik Lundvik, Erik Karlsson, Daniel Pettersson          | 41,62    |
| 4 x 400 meter            | Hässelby SK         | Niklas Larsson, Albin Johansson, Mattias Claesson, Andreas Mokdasi | 3:09,36  | IFK Helsingborg      | Christopher Svensson, Fredrik Sturesson, Alexander Ljunggren, Johan Wissman | 3:10,39  | Malmö AI                     | Gustav Sewall, Adam Sewall, Per Strandquist, Jimisola Laursen         | 3:18,88  |
| 4 x 800 meter            | Hammarby IF         | Niklas Rysjö, Olle Walleräng, Daniel Norberg, Fredrik Karlsson     | 7:24,93  | Malmö AI             | Göran Olofsson, Ken Pihlblad, Rizak Dirshe, Erik Emilsson                   | 7:25,01  | Hässelby SK                  | Tor Pöllänen, Mounir El Guerouaoui, Albin Johansson, Mattias Claesson | 7:37,26  |
| 4 x 1 500 meter          | Malmö AI            | Johan Wallerstein, Ken Pihlblad, Erik Emilsson, Rizak Dirshe       | 15:30,05 | Hässelby SK          | Andreas Rehnborg, Rachid Benjira, Stefan Malmqvist, Mounir El Guerouaoui    | 15:46,79 | Hammarby IF                  | Joakim Löfwing, Olle Walleräng, Fredrik Karlsson, Daniel Norberg      | 16:00,01 |
| Höjdhopp                 | Stefan Holm         | Kils AIK                                                           | 2,26     | Linus Thörnblad      | IFK Lund                                                                    | 2,24     | Joel Spolén                  | Örgryte IS                                                            | 2,16     |
| Stavhopp                 | Alhaji Jeng         | Örgryte IS                                                         | 5,61     | Patrik Kristiansson  | KA 2 IF                                                                     | 5,61     | Gustaf Hultgren              | Örgryte IS                                                            | 5,21     |
| Längdhopp                | Michel Tornéus      | IFK Tumba                                                          | 7,81     | David Frykholm       | IF Göta                                                                     | 7,67     | Daniel Arnsten               | Trångsvikens IF                                                       | 7,57     |
| Tresteg                  | Johan Attersand     | Hammarby IF                                                        | 15,54    | Erik Eriksson        | Örbyhus IF                                                                  | 15,43    | Henrik Sahlström             | Gefle IF                                                              | 15,25    |
| Kula                     | Jimmy Nordin        | Gefle IF                                                           | 19,14    | Stefan Blomqvist     | Örgryte IS                                                                  | 17,18    | Manuel Brändeborn            | Råby-Rekarne FI                                                       | 16,69    |
| Diskus                   | Staffan Jönsson     | Hässelby SK                                                        | 57,13    | Robert Melin         | Bottnaryds IF                                                               | 52,76    | Christian Ehrenborg          | Mölndals AIK                                                          | 52,62    |
| Slägga                   | Bengt Johansson     | Västerås FK                                                        | 68,08    | Per Karlsson         | IFK Växjö                                                                   | 67,06    | Mattias Jons                 | Hässelby SK                                                           | 66,14    |
| Spjut                    | Daniel Ragnvaldsson | IFK Strömsund                                                      | 78,54    | Magnus Arvidsson     | KA 2 IF                                                                     | 77,25    | Andreas Wulff                | IFK Växjö                                                             | 76,16    |
| Tiokamp                  | Daniel Almgren      | Hässelby SK                                                        | 7 265    | Erik Larsson         | F Gotländs FI                                                               | 6 998    | Patrik Melin                 | Gefle IF                                                              | 6 872    |
| Lagtävling               | Hässelby SK         | -                                                                  | 87       | IF Göta              | -                                                                           | 73       | Spårvägens FK                | -                                                                     | 67       |

### Damer
| Gren                    | Guld                | Guld                                                              | Guld     | Silver                    | Silver                                                               | Silver   | Brons                    | Brons                                                              | Brons    |
| 100 meter               | Susanna Kallur      | Falu IK                                                           | 11,67    | Carolina Klüft            | IFK Växjö                                                            | 11,73    | Jenny Kallur             | Falu IK                                                            | 11,92    |
| 200 meter               | Carolina Klüft      | IFK Växjö                                                         | 23,51    | Susanna Kallur            | Falu IK                                                              | 23,73    | Stina Smibacker          | IFK Växjö                                                          | 24,02    |
| 400 meter               | Lena (Udd) Aruhn    | Ume FI                                                            | 53,56    | Emma Agerbjer             | Söderhamns IF                                                        | 54,14    | Frida Näsman-Fagerström  | Bollnäs FIK                                                        | 54,87    |
| 800 meter               | Louise Fredriksson  | IF Göta                                                           | 2:06,34  | Charlotte Schönbeck       | IFK Lidingö                                                          | 2:06,48  | Elin Wiik                | Hässelby SK                                                        | 2:06,91  |
| 1 500 meter             | Hanna Karlsson      | Malmö AI                                                          | 4:20,99  | Ulrika Johansson (Flodin) | Rånäs 4H                                                             | 4:22,68  | Kajsa Haglund            | Heleneholms IF                                                     | 4:24,71  |
| 5 000 meter             | Ida Nilsson         | Högby IF                                                          | 16:29,01 | Christin Johansson        | IF Kville                                                            | 16:30,75 | Lisa Blommé              | Hässelby SK                                                        | 16:32,78 |
| 10 000 meter            | Lena Gavelin        | Trångsvikens IF                                                   | 34:44,82 | Anna Rahm                 | Rånäs 4H                                                             | 35:05,75 | Jenny Johannesson        | Mullsjö SOK                                                        | 35:59,77 |
| Halvmaraton             | Anna Rahm           | Rånäs 4H                                                          | 1:16:39  | Lisa Wiklund              | Spårvägens FK                                                        | 1:19:09  | Åsa Höög                 | Kumla SF                                                           | 1:21:32  |
| Maraton                 | Malin Ewerlöf Krepp | Spårvägens FK                                                     | 2:44:43  | Mia Larsson               | IF Kville                                                            | 2:48:59  | Lisa Wiklund             | Spårvägens FK                                                      | 2:50:27  |
| 4 km terräng            | Ida Nilsson         | Högby IF                                                          | 13:23    | Johanna Nilsson           | Högby IF                                                             | 13:36    | Christin Johansson       | IF Kville                                                          | 13:40    |
| 8 km terräng            | Ida Nilsson         | Högby IF                                                          | 28:32    | Christin Johansson        | IF Kville                                                            | 28:45    | Flo Jonsson              | Spårvägens FK                                                      | 28:56    |
| 4 km terräng lagtävling | Spårvägens FK       | Flo Jonsson, Annika Garner, Anja Lindberg                         | 43:29    | Hässelby SK               | Lisa Blommé, Johanna Hallberg, Camilla Andersson                     | 43:49    | Högby IF                 | Ida Nilsson, Johanna Nilsson, Sofia Asplund                        | 43:51    |
| 8 km terräng lagtävling | IF Kville           | Christin Johansson, Dorothea Carlsson, Cecilia Fager              | 1:30:34  | Spårvägens FK             | Flo Jonsson, Anja Lindberg, Lisa Wiklund                             | 1:31:03  | Hässelby SK              | Lisa Blommé, Louise Wikner, Camilla Andersson                      | 1:32:04  |
| 100 meter häck          | Susanna Kallur      | Falu IK                                                           | 12,99    | Carolina Klüft            | IFK Växjö                                                            | 13,31    | Johanna Sjöström         | Västerås FK                                                        | 13,85    |
| 400 meter häck          | Louise Gundert      | IFK Lidingö                                                       | 57,12    | Nadja Petersen            | Huddinge AIS                                                         | 57,71    | Anneli Melin             | IFK Helsingborg                                                    | 58,52    |
| 3 000 meter hinder      | Ida Nilsson         | Högby IF                                                          | 10:02,24 | Christin Johansson        | IF Kville                                                            | 10:09,27 | Helena Olofsson          | Rånäs 4H                                                           | 10:51,22 |
| 4 x 100 meter           | IFK Helsingborg     | Elin Backman, Linnéa Collin, Siri Fagerlund, Nathalie Hildingsson | 47,30    | Västerås FK               | Johanna Sjöström, Camilla Eriksson, Evelina Lunner, Malin Henriksson | 47,46    | Huddinge AIS             | Helena Norberg, Camilla Kramar, Nadja Petersen, Mariama Sambou     | 47,66    |
| 4 x 400 meter           | Hässelby SK         | Sofia Stensjö, Johanna Hallberg, Linda Bergh, Louise Martin       | 3:49,51  | Turebergs FK              | Linnéa Halvarson, Frida Flodström, Jennie Hurkmans, Therese Edholm   | 3:50,01  | IFK Helsingborg          | Elin Backman, Siri Fagerlund, Frida Persson, Nathalie Hildingsson  | 3:51,10  |
| 4 x 800 meter           | Falu IK             | Emma Ströberg, Jenny Sjöström, Lisa Forsberg, Linda Olsson        | 8:59,53  | Spårvägens FK             | Marlin Brown, Annika Gerner, Rebecca Ringström-Larsson, Malin Kemi   | 9:00,73  | Rånäs 4H                 | Carola Eriksson, Anneli Fransson, Helena Olofsson, Therese Ahlepil | 9:11,65  |
| 3 x 1 500 meter         | Spårvägens FK       | Rebecca Ringström-Larsson, Marlin Brown, Annika Gerner            | 13:51,68 | Rånäs 4H                  | Carola Eriksson, Anneli Fransson, Therese Ahlepil                    | 14:00,68 | Sävedalens AIK           | Cecilia Horák, Amanda Brundin, Hanna Erlandsson                    | 15:05,45 |
| Höjdhopp                | Emma Green          | Örgryte IS                                                        | 1,97     | Erika Wiklund (Kinsey)    | Trångsvikens IF                                                      | 1,84     | Jenny Isgren             | Spårvägens FK                                                      | 1,81     |
| Stavhopp                | Hanna-Mia Persson   | FI Kalmarsund                                                     | 4,36     | Kirsten Belin             | Kvarnsvedens GoIF                                                    | 4,36     | Linda Persson (Berglund) | IFK Växjö                                                          | 4,16     |
| Längdhopp               | Emma Green          | Örgryte IS                                                        | 6,41     | Daniela Lincoln Saavedra  | Malmö AI                                                             | 6,29     | Camilla Johansson        | Hässelby SK                                                        | 6,06     |
| Tresteg                 | Camilla Johansson   | Hässelby SK                                                       | 13,42    | Sara Brankell             | Mölndals AIK                                                         | 12,99    | Mfon Etim                | Ullevi FK                                                          | 12,93    |
| Kula                    | Helena Engman       | Riviera FI                                                        | 15,97    | Linda Nestorsson          | Ullevi FK                                                            | 15,36    | Catarina Andersson       | IFK Helsingborg                                                    | 15,22    |
| Diskus                  | Anna Söderberg      | Ullevi FK                                                         | 59,37    | Annika Larsson            | Gefle IF                                                             | 52,83    | Maria Pettersson         | IFK Helsingborg                                                    | 50,76    |
| Slägga                  | Tracey Andersson    | Heleneholms IF                                                    | 64,85    | Cecilia Nilsson           | IK Ymer                                                              | 64,22    | Marie Hilmersson         | Falu IK                                                            | 61,75    |
| Spjut                   | Annika Petersson    | Gefle IF                                                          | 50,85    | Elisabet (Nagy) Wahlander | Alingsås IF                                                          | 50,47    | Mikaela Wieslander       | IFK Växjö                                                          | 49,78    |
| Sjukamp                 | Jessica Samuelsson  | Hässelby SK                                                       | 5 513    | Jenny Hurkmans            | Turebergs FK                                                         | 5 227    | Ellinore Hallin          | Enköpings AI                                                       | 5 035    |
| Lagtävling              | IFK Växjö           | -                                                                 | 78       | Hässelby SK               | -                                                                    | 73       | IF Göta                  | -                                                                  | 66       |

### Fotnoter
1. ↑  Wiger 2006, s. 31.
2. ↑  Wiger 2006, s. 36.
3. ↑  Wiger 2006, s. 41.
4. ↑  Wiger 2006, s. 45.
5. ↑  Wiger 2006, s. 49.
6. ↑  Wiger 2006, s. 53.
7. ↑  Wiger 2006, s. 57.
8. ↑  Wiger 2006, s. 61.
9. ↑  Wiger 2006, s. 70.
10. ↑  Wiger 2006, s. 75.
11. ↑  Wiger 2006, s. 77.
12. ↑  Wiger 2006, s. 88.
13. ↑  Wiger 2006, s. 81.
14. ↑  Wiger 2006, s. 91.
15. ↑  Wiger 2006, s. 95.
16. ↑  Wiger 2006, s. 99.
17. ↑  Wiger 2006, s. 67.
18. ↑  Wiger 2006, s. 154.
19. ↑  Wiger 2006, s. 160.
20. ↑  Wiger 2006, s. 164.
21. ↑  Wiger 2006, s. 171.
22. ↑  Wiger 2006, s. 103.
23. ↑  Wiger 2006, s. 107.
24. ↑  Wiger 2006, s. 111.
25. ↑  Wiger 2006, s. 115.
26. ↑  Wiger 2006, s. 125.
27. ↑  Wiger 2006, s. 129.
28. ↑  Wiger 2006, s. 133.
29. ↑  Wiger 2006, s. 137.
30. ↑  Wiger 2006, s. 145.
31. ↑  Wiger 2006, s. 173.
32. ↑  Wiger 2006, s. 181.
33. ↑  Wiger 2006, s. 184.
34. ↑  Wiger 2006, s. 187.
35. ↑  Wiger 2006, s. 190.
36. ↑  Wiger 2006, s. 193.
37. ↑  Wiger 2006, s. 196.
38. ↑  Wiger 2006, s. 196.
39. ↑  Wiger 2006, s. 199.
40. ↑  Wiger 2006, s. 199.
41. ↑  Wiger 2006, s. 202.
42. ↑  Wiger 2006, s. 206.
43. ↑  Wiger 2006, s. 204.
44. ↑  Wiger 2006, s. 207.
45. ↑  Wiger 2006, s. 212.
46. ↑  Wiger 2006, s. 214.
47. ↑  Wiger 2006, s. 196.
48. ↑  Wiger 2006, s. 246.
49. ↑  Wiger 2006, s. 251.
50. ↑  Wiger 2006, s. 255.
51. ↑  Wiger 2006, s. 256.
52. ↑  Wiger 2006, s. 219.
53. ↑  Wiger 2006, s. 220.
54. ↑  Wiger 2006, s. 222.
55. ↑  Wiger 2006, s. 225.
56. ↑  Wiger 2006, s. 227.
57. ↑  Wiger 2006, s. 230.
58. ↑  Wiger 2006, s. 232.
59. ↑  Wiger 2006, s. 234.
60. ↑  Wiger 2006, s. 239.
61. ↑  Wiger 2006, s. 258.